# D118 (Pyrénées-Orientales)
De D118 is een departementale weg in het Zuid-Franse departement Pyrénées-Orientales. De weg loopt van de grens met Ariège via Formiguères naar Mont-Louis. In Ariège loopt de weg als D118 verder naar Quillan en Carcassonne.

## Geschiedenis
Oorspronkelijk was de D118 onderdeel van de N118. In 1973 werd de weg overgedragen aan het departement Pyrénées-Orientales, omdat de weg geen belang meer had voor het doorgaande verkeer. De weg is toen omgenummerd tot D118.